# Dowles
Dowles – osada w Anglii, w hrabstwie Worcestershire, w dystrykcie Wyre Forest, w civil parish Upper Arley. Leży 5 km od miasta Kidderminster. W 1931 roku civil parish liczyła 113 mieszkańców.